# Ducula mindorensis
La dúcula de Mindoro o paloma de Mindoro (Ducula mindorensis) es una especie de ave columbiforme en la familia Columbidae endémica de las Filipinas.

## Distribución y hábita
Es endémica de la isla de Mindoro, en el centro de Filipinas. Su hábitat natural son los bosques húmedos tropicales del interior de la isla. Se encuentra amenazada por pérdida de hábitat.
Antiguamente estaba clasificada como una Especie vulnerable por IUCN. Pero nuevas investigaciones han concluido que es más rara que lo que se pensaba. Por lo tanto desde el 2008 se la ha clasificado como una Especie en peligro de extinción.